# Weakest Link

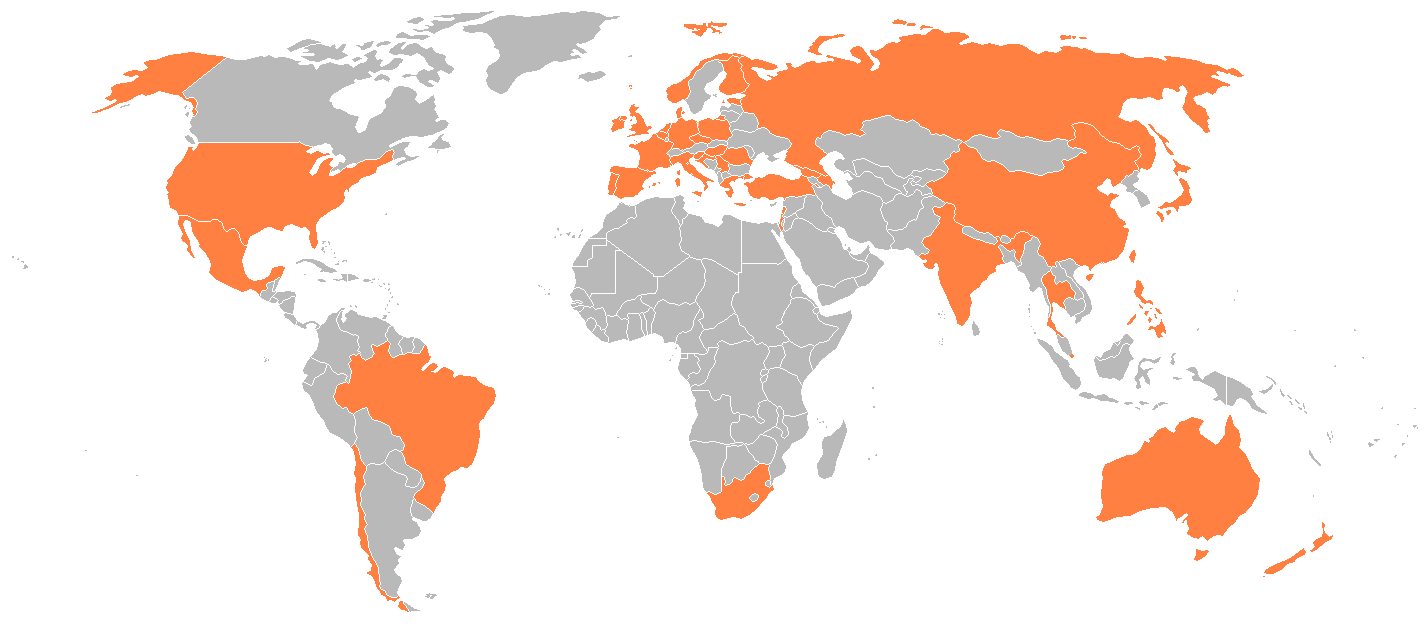
Länder mit einer eigenen Version von Weakest Link (Stand 2009)

Weakest Link ist eine Quizsendung fürs Fernsehen. Das Format wurde von BBC Entertainment entwickelt und wurde erstmals am 14. August 2000 im Vereinigten Königreich auf BBC Two ausgestrahlt. Die Sendung ist mit 98 Ausstrahlungsländern das international zweiterfolgreichste Format nach Who Wants to Be a Millionaire?

## Spielprinzip
Neun Kandidaten bekommen immer nacheinander je eine Frage gestellt, die sie beantworten müssen. Die Kandidaten bekommen für jede richtig beantwortete Frage Punkte. Bevor sie die Frage gestellt bekommen, können sie "Bank" sagen, um Punkte zu sichern. Nach jeder Runde müssen alle Kandidaten den Namen des ihrer Meinung nach schlechtesten Mitstreiters auf ein Schild schreiben. Derjenige, der am häufigsten genannt wird, muss das Spiel verlassen. Am Ende bleiben zwei Kandidaten übrig, die im Finale gegeneinander um die erspielten Punkte kämpfen.

## Geschichte
Das Format wurde von Fintan Coyle und Cathy Dunning im Auftrag von BBC Entertainment entwickelt. Weakest Link wurde an Fernsehsender in 98 Ländern lizenziert, jedoch konnte nur die Version in Kroatien einen ähnlichen Erfolg wie das britische Original erreichen.
In Deutschland wurde das Format unter dem Titel Der Schwächste fliegt, moderiert von Sonja Zietlow, auf dem Sender RTL ausgestrahlt.

## Internationale Ausgaben
Legende:
Aktuell in Ausstrahlung
Ausstrahlung beendet
Ausstrahlung vorgesehen
| Land                   | Name                                                                   | Moderator              | Fernsehsender          | Preisgeld                                     | Erstausstrahlung | Letzte Ausstrahlung |
| ---------------------- | ---------------------------------------------------------------------- | ---------------------- | ---------------------- | --------------------------------------------- | ---------------- | ------------------- |
| Arabische Welt         | الحلقة الأضعف al-ḥalqa al-aḍʿaf                                        | Rita Khoury            | Future Television      | US$16.000                                     | 2002             | 2003                |
| Australien             | The Weakest Link                                                       | Cornelia Frances       | Seven Network          | A$100.000                                     | Februar 2001     | April 2002          |
| Aserbaidschan          | Zəif Bənd                                                              | Kamila Babayeva        | Lider TV               | AZN9.000 (Formerly AZM 45.000.000)            | 2004             | 2006                |
| Aserbaidschan          | Zəif Bənd                                                              | Solmaz Süleymanlı      | Lider TV               | AZN9.000 (Formerly AZM 45.000.000)            | 2012             | 2014                |
| Belgien                | De Zwakste Schakel                                                     | Goedele Liekens        | VTM                    | 2.000.000 BEF                                 | 2001             | 2001                |
| Brasilien              | Ponto Fraco                                                            | Fausto Silva           | TV Globo               | R$1.000.000                                   | 2001             | 2001                |
| Chile                  | El Rival Más Débil                                                     | Catalina Pulido        | Canal 13               | CL$40.000.000                                 | 2004             | 2004                |
| Volksrepublik China    | 汰弱留强·智者为王 Tài ruò liú qiáng·zhìzhě wéi wáng                    | Chen Lu Yu             | Nanjing TV             | CN200.000                                     | 2002             | 2004                |
| Volksrepublik China    | 智者为王 Zhìzhě wéi wáng                                               | Shen Bing              | Nanjing TV             | CN200.000                                     | 2002             | 2004                |
| Volksrepublik China    | 智者为王 Zhìzhě wéi wáng                                               | Xia Qing               | Nanjing TV             | CN200.000                                     | 2002             | 2004                |
| Tschechien             | Nejslabší! Máte padáka!                                                | Zuzana Slaviková       | TV Nova                | Kč1.000.000                                   | 2002             | 2004                |
| Kroatien               | Najslabija karika                                                      | Nina Violić            | HRT1                   | kn 90.000                                     | 2004             | 2010                |
| Kroatien               | Najslabija karika                                                      | Daniela Trbović        | HRT1                   | kn 90.000                                     | 2004             | 2010                |
| Dänemark               | Det Svageste Led                                                       | Trine Gregorius        | DR1                    | KR200.000                                     | 2001             | 2002                |
| Estland                | Nõrgim lüli                                                            | Tuuli Roosma           | Kanal 2                | 500.000 kr                                    | 2004             | 2004                |
| Finnland               | Heikoin lenkki                                                         | Kirsi Salo             | MTV3                   | €15.000                                       | 2002             | 2005                |
| Finnland               | Heikoin lenkki                                                         | Riku Nieminen          | Nelonen                | €16.000                                       | 2017             |                     |
| Frankreich             | Le Maillon Faible                                                      | Laurence Boccolini     | TF1                    | 150.000F €20.000 €50.000                      | 9. Juli 2001     | 12. August 2007     |
| Frankreich             | Le Maillon Faible                                                      | Julien Courbet         | D8                     | €45.000                                       | 2014             | 2015                |
| Georgien               | სუსტი რგოლი Susti Rgoli                                                | Nino Burduli           | Rustavi 2              | ლ10.000                                       | 2005             | 2007                |
| Deutschland            | Der Schwächste fliegt                                                  | Sonja Zietlow          | RTL Television         | DM 50.000                                     | 19. März 2001    | März 2002           |
| Deutschland            | Der Schwächste fliegt                                                  | Sonja Zietlow          | RTL Television         | €50.000                                       | 19. März 2001    | März 2002           |
| Griechenland           | Ο Πιο Αδύναμος Κρίκος O Pio Adynamos Krikos                            | Elena Akrita           | MEGA                   | ₯5.000.000                                    | 2001             | 2003                |
| Griechenland           | Ο Πιο Αδύναμος Κρίκος O Pio Adynamos Krikos                            | Elena Akrita           | MEGA                   | €15.000                                       | 2001             | 2003                |
| Hongkong               | 一筆OUT消 Jatl batl OUT siu1                                           | Carol Cheng            | TVB Jade               | HK$3.000.000                                  | 20. August 2001  | 18. Januar 2002     |
| Ungarn                 | A Leggyengébb Láncszem                                                 | Krisztina Máté         | TV2                    | 3.000.000 Ft                                  | 2001             | 2004                |
| Ungarn                 | Nincs Kegyelem                                                         | Krisztina Máté         | TV2                    | 6.000.000 Ft                                  | 2001             | 2004                |
| Indien                 | Kamzor Kadii Kaun                                                      | Neena Gupta            | Star Plus              | Rs. 2,500.000                                 | 2002             | 2003                |
| Irland                 | The Weakest Link                                                       | Eamon Dunphy           | TV3                    | €10.000                                       | 2001             | 2002                |
| Israel                 | החוליה החלשה HaChulia HaChalasha                                       | Pnina Dvorin           | Channel 10             | ₪100.000                                      | 2002             | 2004                |
| Israel                 | החוליה החלשה HaChulia HaChalasha                                       | Hana Laszlo            | Channel 10             | ₪90.000                                       | 2002             | 2004                |
| Italien                | Anello Debole                                                          | Enrico Papi            | Italia 1               | €15.000                                       | 2001             | 2001                |
| Japan                  | ウィーケストリンク☆一人勝ちの法則 Uikesutorinku hitori-gachi no hosoku | Shiro Ito              | Fuji TV                | JP¥16.000.000                                 | 2002             | 2002                |
| Nordmazedonien         | Најслаба алка Najslaba Alka                                            | Zivkica Gjurcinovska   | Alfa TV                | 420.000 MKD                                   | 2010             | 2011                |
| Malaysia               | Weakest Link                                                           | Sekilara Kiramila      | RTM                    | RM80.000                                      | 2003             | 2009                |
| Mexiko                 | El Rival Más Debil                                                     | Montserrat Ontiveros   | Azteca Trece           | MX$200.000                                    | 2003             | 2008                |
| Mexiko                 | El Rival Más Debil                                                     | Lolita Cortés          | Azteca Trece           | MX$200.000                                    | 27. Juli 2013    | 7. September 2013   |
| Mexiko                 | El Rival Más Debil                                                     | Lolita Cortés          | Azteca Trece           | MX$200.000                                    | 26. Mai 2014     |                     |
| Moldau                 | Veriga Slaba                                                           | Andrei Gheorghe        | Kanal 1                | 1.000.000 MDL                                 | 200?             | 2009                |
| Niederlande            | De Zwakste Schakel                                                     | Chazia Mourali         | RTL 4                  | €10.000                                       | 2001             | 2004                |
| Neuseeland             | The Weakest Link                                                       | Louise Wallace         | TV One                 | NZ$20.000                                     | Juli 2001        | März 2002           |
| Norwegen               | Det Svakeste Ledd                                                      | Anne Grosvold          | NRK                    | KR200.000                                     | 2004             | 2004                |
| Philippinen            | Weakest Link                                                           | Edu Manzano            | IBC                    | PHP 1.000.000                                 | 2001             | 2002                |
| Philippinen            | Weakest Link                                                           | Allan K.               | IBC                    | PHP 1.000.000                                 | 2001             | 2002                |
| Polen                  | Najsłabsze Ogniwo                                                      | Kazimiera Szczuka      | TVN                    | 27.000 zł                                     | 2004             | 2006                |
| Portugal               | O Elo Mais Fraco                                                       | Julia Pinheiro         | RTP1                   | €10.000                                       | 2002             | 2003                |
| Portugal               | O Elo Mais Fraco                                                       | Luisa Castel-Branco    | RTP1                   | €10.000                                       | 2002             | 2003                |
| Portugal               | O Elo Mais Fraco                                                       | Pedro Granger          | RTP1                   | €10.000                                       | 2011             | 2012                |
| Rumänien               | Lanţul Slăbiciunilor                                                   | Andrei Gheorghe        | Pro TV                 | lei 50.000                                    | 2001             | 2001                |
| Russland               | Слабое Звено                                                           | Maria Kisseljowa       | ORT                    | RUB300.000 RUB400.000 RUB350.000 RUB1.000.000 | 2001             | 2005                |
| Russland               | Слабое Звено                                                           | Nikolai Fomenko        | Channel 5              | RUB350.000                                    | 2007             | 2008                |
| Russland               | Слабое Звено                                                           | Maria Kisseljowa       | Mir                    | RUB320.000 RUB400.000                         | 2020             |                     |
| Serbien                | Najslabija Karika                                                      | Sandra Lalatović       | BKTV                   | RSD 5.000.000                                 | 2002             | 2006                |
| Singapur               | 智者生存 Zhizhe shengcun                                               | Yvette Cui (Cui Lixin) | MediaCorp TV Channel 8 | S$ 100.000                                    | 2002             | 2003                |
| Singapur               | Weakest Link                                                           | Asha Gill              | MediaCorp TV Channel 5 | S$1.000.000                                   | 2002             | 2003                |
| Slowenien              | Najšibkejši Člen                                                       | Violeta Tomič          | SLO 1                  | 2,400.000 SIT                                 | 2003             | 2005                |
| Südafrika              | Weakest Link                                                           | Fiona Coyne            | SABC3                  | R 50.000                                      | 2003             | 2008                |
| Südafrika              | Weakest Link                                                           | Fiona Coyne            | SABC3                  | R100.000                                      | 2003             | 2008                |
| Spanien                | El Rival Más Débil                                                     | Nuria González         | TVE1                   | €7,200                                        | 2002             | 2004                |
| Spanien                | El Rival Más Débil                                                     | Karmele Aranburu       | TVE2                   | €7,200                                        | 2002             | 2004                |
| Schweden               | Svagaste Länken                                                        | Kajsa Ingemarsson      | TV4                    | 100.000 kr                                    | 2011             | 2013                |
| Taiwan                 | Weakest Link 智者生存 Weakest Link zhizhe shengcun                     | Belle Yu               | STAR Chinese Channel   | NT$ 400.000                                   | 2001             | 2003                |
| Taiwan                 | Weakest Link 智者生存 Weakest Link zhizhe shengcun                     | Tseng Yang Qing        | STAR Chinese Channel   | NT$ 400.000                                   | 2001             | 2003                |
| Thailand               | Weakest Link กำจัดจุดอ่อน Weakest Link Kacad cudxxn                       | Krittika Kongsompong   | ThaiTV 3               | ฿1.000.000                                    | 2002             | 2003                |
| Türkei                 | En Zayıf Halka                                                         | Hülya Uğur Tanrıöver   | Show TV                | 100 Milliarden TL                             | 2001             | 2002                |
| Türkei                 | En Zayıf Halka                                                         | TBA[veraltet]          | Kanal D                | TBA[veraltet]                                 | 2014             |                     |
| Vereinigtes Königreich | The Weakest Link                                                       | Anne Robinson          | BBC                    | £10.000                                       | 14. August 2000  | 31. März 2012       |
| Vereinigtes Königreich | The Weakest Link                                                       | Anne Robinson          | BBC                    | £ 50.000                                      | 14. August 2000  | 31. März 2012       |
| Vereinigte Staaten     | Weakest Link                                                           | Anne Robinson          | NBC                    | US$ 1.000.000                                 | 2001             | 2002                |
| Vereinigte Staaten     | Weakest Link                                                           | George Gray            | Syndication            | US$ 75.000                                    | 2002             | 2003                |
| Vereinigte Staaten     | Weakest Link                                                           | George Gray            | Syndication            | US$ 100.000                                   | 2002             | 2003                |